# Hiro Saga
Hiro Saga (嵯峨 浩 Saga Hiro?,  Tokio, 16 de abril de 1914 - Pekín, 20 de junio de 1987) era la hija del marqués Saga y pariente lejana del emperador japonés Hirohito. Se casó en 1937 con el príncipe Pujie, hermano del emperador Puyi. Después de su matrimonio con el príncipe Pujie, se la conocía como, y se identificó como, Aisin-Gioro Hiro (愛新覺羅•浩), o Aisin-Gioro Hao en idioma chino.

## Biografía

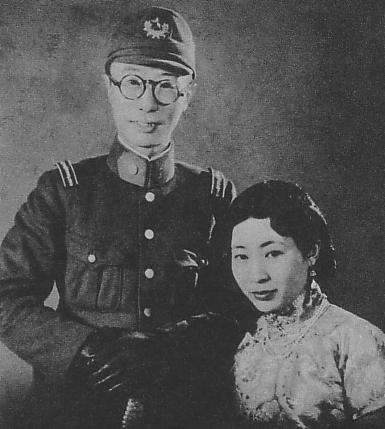
Pujie y Hiro Saga

La familia Saga era de la nobleza cortesana kuge y parte del clan Ogimachi Sanjo, rama del norte del clan Fujiwara. Hiro nació como la hija mayor del marqués Saneto Saga (ja) en 1914. Se educó en la rama femenina de la Escuela Gakushūin Peers, graduándose en 1936.
En 1936, fue presentada al príncipe Pujie, hermano menor del emperador de Manchukuo Puyi, que asistía a la Academia Imperial de la armada Japonesa, en una entrevista de matrimonio arreglado. Pujie había seleccionado su fotografía a partir de un número de posibles candidatas aprobadas por el Ejército de Kwantung. Como su hermano el emperador Puyi no tenía heredero directo, la boda tuvo fuertes implicaciones políticas, y fue dirigido tanto a fortalecer las relaciones entre las dos naciones y la introducción de sangre japonesa en la familia imperial de Manchuria.
La ceremonia de compromiso tuvo lugar en la Embajada de Manchukuo en Tokio el 2 de febrero de 1937, con la boda oficial celebrada en la Sala Imperial del Ejército en Kudanzaka, Tokio el 3 de abril. En octubre, la pareja se mudó a Hsinking, la capital de Manchukuo. Tuvieron dos hijas y lo que parece ser un matrimonio feliz.
Durante la evacuación de Manchukuo durante la invasión soviética de Manchuria, Hiro fue separada de su marido. Mientras el príncipe Pujie acompañaba al emperador Puyi, en un intento de escapar por el aire, la princesa Hiro y su hija menor fueron enviadas en tren hacia Corea junto con la emperatriz Wan Rong. El tren fue capturado por las tropas comunistas chinas en la ciudad de Dalizi, ahora en Linjiang, Jilin, en enero de 1946. 
En abril, fueron trasladados a una estación de policía de Changchun, finalmente puestos en libertad sólo para ser detenidos de nuevo y encerrados en una estación de policía en Kirin en el norte. Cuando las fuerzas del Kuomintang bombardearon Kirin, los prisioneros reales fueron trasladados a la prisión de Yanji, y la princesa Hiro y su hija fueron llevadas a prisión en Shanghái, y finalmente repatriadas a Japón. 
En 1961, después de la liberación de su marido de la cárcel, la pareja se reunió con el permiso de primer ministro chino Zhou Enlai, y vivió en Pekín desde 1961, hasta su muerte en 1987. 
Ella y su marido están enterrados en una parcela familiar Aisin-Gioro en Shimonoseki, Yamaguchi, con su hija mayor, Huisheng.

## Descendencia
1. Princesa Aisin-Gioro Huisheng 慧生 (1938-1957) - Princesa (Chün Chu Kung Chu) Huisheng, nació en Hsingking en febrero de 1939 y fue educada en privado y luego estudió en la Universidad de Gakushüin. Ella murió en Izu, cerca de Tokio el 10 de diciembre de 1957 en lo que parece haber sido un asesinato-suicidio.

1. Princesa Aisin-Gioro Yunsheng 嫮生 (1940) - Princesa (Chün Chu Chu Kung) Yunsheng fue educada en privado y luego estudió en la Universidad de Mujeres de Gakushüin en Tokio. Más tarde se casó con Kenji Fukunaga, un antiguo aristócrata japonés empleado en la industria del automóvil de Tokio, y oficializó su nombre japonizado Kosei. Tienen cinco hijos.

## Dramatización
Una dramatización de la vida de Hiro Saga y del príncipe Pujie apareció como un drama de la televisión en la TV Asahi en Japón en el otoño de 2003, bajo el título Ruten no Ōhi - Saigo no Kōtei. El papel de Hiro Saga fue interpretada por la actriz Takako Tokiwa. Tokiwa y el nieto de Hiro (hijo de Yunsheng) eran compañeros de clase.